# Betty Kofler

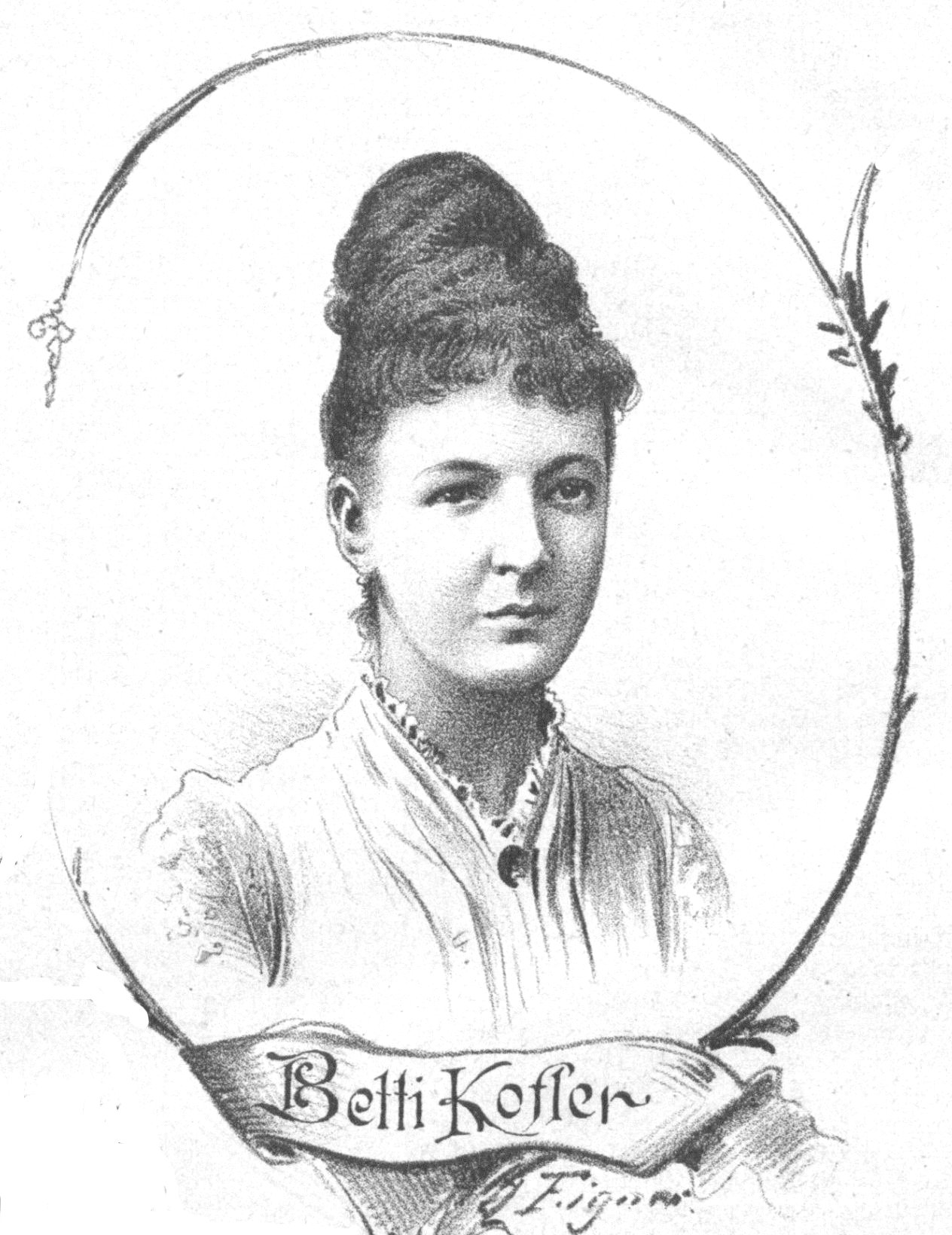
Betty Kofler im Jahre 1891

Betty Kofler (4. Dezember 1868 in Wien – 5. November 1933 in Mannheim) war eine österreichische Opernsängerin (Mezzosopran).

## Leben
Betty Kofler hatte schon als Kind den Wunsch zur Bühne zu gehen. Sie wurde bei Karoline Pruckner in Wien ausgebildet und debütierte als „Nancy“ in Linz. Danach ging sie nach Magdeburg, Basel, Nürnberg und von da ans Hoftheater Mannheim, wo sie am 7. Mai 1897 als „Ortrud“ und am 8. Mai 1897 als „Adriana“ als Gast auftrat und danach sofort fest engagiert wurde. Dort blieb sie bis 1925.
Als Gast trat sie regelmäßig in Karlsruhe (1901–1912), Wiesbaden (1899–1910) und Frankfurt am Main (1902–20) auf. 
Zu ihren besten Partien gehörten die „Carmen“, die „Amneris“, die „Azucena“ im Troubadour, die „Fides“ im Propheten von Meyerbeer, die „Eglantine“ in Euryanthe von Weber und der „Sesto“ in La clemenza di Tito von Mozart.